# Pentecost (rivier)
De Pentecost is een rivier in de regio Kimberley in West-Australië.

## Geschiedenis
De oorspronkelijke bewoners van het stroomgebied van de rivier zijn de Arnga Aborigines.
In 1882 leidde Michael Durack een expeditie in de streek. De rivier werd vernoemd naar landmeter en geoloog John Pentecost die deel uitmaakte van de expeditie.

## Geografie
De rivier ontspringt in het Durack-gebergte en stroomt in noordelijke richting door El Questro Station waar ze de rivier Chamberlain ontmoet. Ze stroomt verder noordwaarts, kruist de Gibb River Road, stroomt vervolgens langs de oostelijke grens van het nationaal park Drysdale River en mondt vijftig kilometer ten zuidwesten van Wyndham in de westelijke arm van de golf van Cambridge en vervolgens in de Timorzee uit.
De Pentecost wordt gevoed door een aantal waterlopen:
- Chamberlain River (76m)
- Salmond River (16m)
- Gap Creek (11m)
- Five Mile Creek (1m)
- Bindoola Creek (1m)

De Chamberlain en Salmond zijn beide langer dan de Pentecost.

## Ecologie
Er leven zoutwaterkrokodillen in delen van de rivier. Er is maar weinig bekend over de ecologie van de rivier. De in de Kimberley endemische zoetwatervissen Syncomistes kimberleyensis en Mogurnda oligolepis komen voor in de zijrivieren van de Pentecost. Een nieuwe soort regenboogvissen werd ontdekt in 1997 in de Bindoola kreek, stroomopwaarts van de Bindoola-waterval.